# FMA IA-58 Pucará

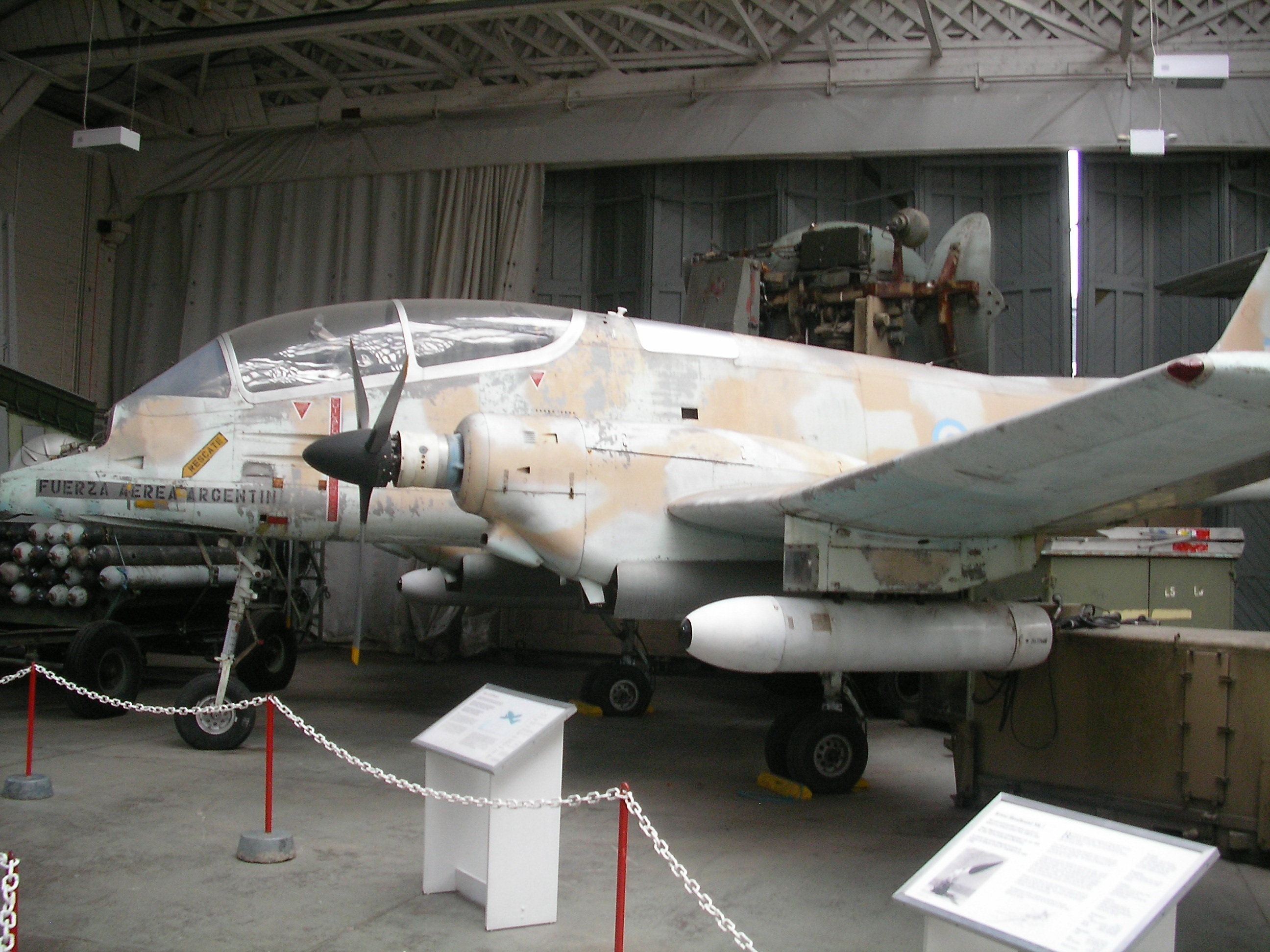
Pucará catturato durante la guerra delle Falkland esposto al museo di Duxford

L'FMA IA-58 Pucará, in lingua quechua Fortezza, è un bimotore ad ala bassa da attacco al suolo leggero e con compiti controguerriglia prodotto dall'azienda argentina Fábrica Militar de Aviones (FMA) negli anni settanta e ottanta, impiegato principalmente dalla Fuerza Aérea Argentina che lo utilizzò durante la Guerra delle Falkland.

## Sviluppo
Il Pucará venne progettato con il contributo di Kurt Tank, padre tra gli altri del caccia Fw 190, del suo derivato Ta 152 e del caccia notturno Ta 154, nel periodo in cui era forte il dibattito se fosse necessario un velivolo d'attacco e controguerriglia specializzato, e non adattato da qualcuno dei soliti addestratori o cacciabombardieri di seconda linea. Era in un certo senso un ritorno al concetto di aereo d'appoggio prebellico.
Nel caso del Pucará e dell'OV-10 Bronco, suo equivalente statunitense, si arrivò a decidere che tale tipologia di macchine avesse effettivamente ragione di esistere, e passando alle vie di fatto entrambi vennero realizzati in un buon numero di esemplari.
La differenza principale tra le due macchine era la predisposizione per il lancio di alcuni paracadutisti incursori nel caso del velivolo americano, il che si sarebbe dimostrato di utilità dubbia, mentre di contro il compromesso costruttivo con una fusoliera tanto piccola e leggera non fu trascurabile, riducendo tra l'altro la velocità a circa 450 km/h.
Nel caso del Pucará non venne richiesta una combinazione tra aereo da trasporto ed attacco, per cui il disegno si rivelò molto più convenzionale.
La Fàbrica Militare de Aviones, meglio conosciuta come FMA, ha una lunga tradizione di produzione aeronautica, essendo stata fondata nel 1927. Gli stabilimenti hanno impegnato migliaia di operai su di una estensione di 250 000 m² dove negli anni vennero studiati vari tipi di progetti, anche di concezione originale. Il Pucará non apparve dunque all'improvviso, ma venne realizzato nell'ambito di una specifica che contemplava la sostituzione degli FMA IA-35 Huanquero, aerei da appoggio terrestre rimasti in servizio fino al 1975.
La progettazione iniziò nel 1966 e in appena tre anni l'argentina FMA aveva portato il progetto al livello di prototipo. Per la produzione in serie, però, occorsero altri 6 anni, fino all'8 novembre 1974, quando il primo aereo di serie ebbe il battesimo dell'aria.

## Tecnica
Le tecnologie impiegate per la realizzazione del nuovo aereo non sono sofisticate, ma comunque all'altezza delle necessità, comprendendo apporti americani, inglesi e francesi.
Il Pucará è un aereo snello ed armonioso: con 500 km/h di velocità, due uomini di equipaggio, due motori a turboelica ed un armamento di quattro mitragliatrici e due cannoni, sembra a tutti gli effetti simile agli aerei da caccia pesante della seconda guerra mondiale, anche se rinuncia alle missioni di scorta e intercettazione per dedicarsi all'attacco al suolo, con oltre 1.600 kg di carichi trasportabili sotto le ali e la fusoliera.
La fusoliera del Pucará è di tipo tradizionale, con una struttura monoguscio, ovvero in cui il rivestimento esterno, metallico, contribuisce alla rigidità dell'insieme, alleggerendo lo scheletro interno fatto, nella sola sezione di coda, di 17 centine e numerose ordinate.
Le parti, costruttivamente parlando, sono ripartite in sezione di coda, fusoliera posteriore, fusoliera centrale, abitacolo. La parte posteriore della fusoliera è sostanzialmente vuota, tranne che per le apparecchiature radio sistemate a circa due metri avanti alla coda, sulla destra. Per motivi di baricentro non vi sono serbatoi o altre attrezzature pesanti.
Le riserve di carburante sono invece concentrate attorno al baricentro, nella parte tra le ali, con due serbatoi per un totale di 800 L. Questo, assieme alla presenza di un serbatoio autosigillante da 230 litri per ala e alla predisposizione dei tre punti d'aggancio per serbatoi (uno sotto le ali, uno sotto la fusoliera), offre una quantità di cherosene molto consistente, che i due motori turboelica francesi della categoria 1 000 hp, equipaggiati con eliche tripala Hamilton Standard 23LF metalliche, trasformano nella capacità di restare in volo per oltre 3 000 km a 5 000 m di quota, ovvero quasi 10 ore di volo a velocità di crociera.
Gli abitacoli sono due in tandem, con una disposizione simile a quella di un aviogetto da addestramento e con il posto posteriore leggermente rialzato rispetto all'anteriore. I piloti hanno un pannello strumenti con strumentazione basica per il volo a vista, diurno o notturno. Il radar (meteorologico) esiste solo come opzione.
Per il resto, l'avionica comprende quanto un aereo privato di lusso dell'epoca aveva disponibili: radio VHF, VOR/ILS, radio a lungo raggio HF con antenna filare da metà fusoliera alla coda, che contiene le antenne laminari del VOR. La mira viene presa con un reticolo a riflessione della francese Matra, e un calcolatore americano Bendix stabilisce i parametri di sgancio nelle azioni di attacco usuale, leggermente in picchiata. I comandi di volo sono manuali.
I seggiolini sono stati progettati per proteggere i piloti, ma per tale funzione, anziché essere corazzati sono eiettabili. I progressi della tecnica e la necessità di operare a bassa quota hanno fatto sì che si accettasse un tipo di sedile a razzo leggero, l'inglese Martin Baker Mk 6A. I
Il muso è piccolo e la vetratura abbondante, per consentire eccellente visibilità. È disponibile anche un tergicristallo, specialmente utile per operazioni a terra.
Le doti STOL sono molto curate, grazie all'esigenza di operare da piste corte e semipreparate. Il carrello d'atterraggio è triciclo anteriore, con il ruotino sterzabile che rientra nel muso, davanti al pilota; gli elementi principali invece, chiaramente per ridurre la pressione sul terreno, hanno l'insolita caratteristica di essere con doppia ruota, con molle di acciaio e lunga escursione, come ad esempio nei Junkers Ju 88 tedeschi. Essi rientrano nella gondola motore dell'ala.
L'ala ha un'ampia superficie, struttura diritta ma con angolo in avanti della parte esterna, sul bordo d'uscita. Gli elementi interni sono costituiti da una struttura bilongherone e le centine in metallo stampato con fori di alleggerimento di grande diametro. Le estremità sono tronche. Le superfici di controllo sono estese su tutto il bordo d'uscita, con ipersostentatori in due sezioni nell'ala interna e quella media, alettoni con alette di compensazione nella parte esterna.
Quanto alla coda, essa ha struttura a "T" come nel caso dell'F-104, ma essendo ben distanziata dalla fusoliera, il suo pregio di aiutare la rapidità di decollo non viene pagato con il superstallo (quando cioè la macchina stalla e le ali "coprono" le superfici di coda impedendo loro di essere utilizzabili).
Grazie a tutte queste tecnologie, il Pucará, che pure ha una massa notevole, riesce effettivamente ad operare in campi di volo improvvisati e senza pavimentazione. In caso esso abbia un carico normale, le distanze sono di circa 1 km, ma con carico leggero e 3 razzi RATO attaccati al pilone centrale, è possibile decollare in appena 80 metri.

### Armamento
Per quanto riguarda l'armamento, i cannoni Hispano-Suiza e le mitragliatrici FN-Browning sono effettivamente basati sul miglioramento di sistemi nati durante il periodo bellico o addirittura prima. L'armamento di caduta ha un rinnovo notevole soprattutto per l'applicazione dei MER (agganci multipli) e la presenza di efficaci razzi aria-terra francesi o americani.
Un carico tipico comprende 4 lanciarazzi con 72-76 razzi classe 70 mm, 6 bombe da 50/100/110/125 kg e le munizioni interne, 3 000 colpi per mitragliatrice da 7,62 mm e 560 per i cannoni da 20 mm, o talvolta 280 colpi per cannoni da 30 mm, quando sono presenti 2 DEFA 553 francesi. Le armi sono sistemate nel muso, con le bocche da fuoco nella parte anteriore-inferiore, e le munizioni sotto l'abitacolo, appena avanti ai serbatoi. Il volume di fuoco complessivo raggiunge i 5000-6000 proiettili al minuto.

## Impiego

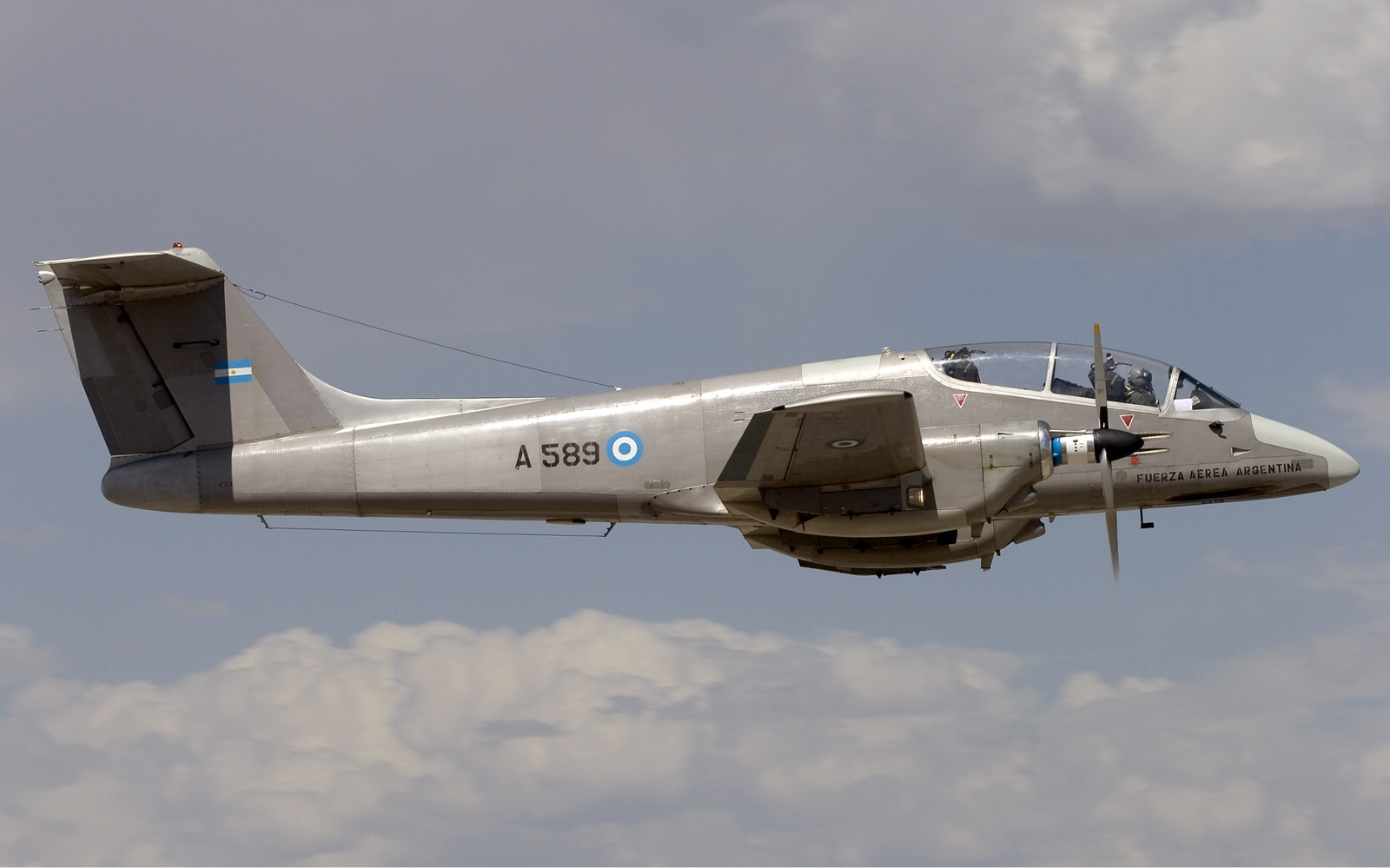
IA 58A della Fuerza Aérea Argentina

La produzione di questi velivoli non è stata enorme. A tutto il 1983 vennero prodotti circa 100 velivoli, 6 dei quali esportati in Uruguay.
Il battesimo del fuoco del Pucará ebbe luogo nel 1982, quando venne impiegato al tempo della Guerra delle Falkland; grazie alla sua capacità STOL, era stanziato direttamente sulle isole; tra i velivoli argentini, i soli apparecchi a reazione utilizzabili erano in tali piccoli aeroporti gli Aermacchi MB-339, ma quasi tutti i 24 velivoli vennero distrutti al suolo con azioni di bombardamento aereo (il primo dei quali ebbe luogo il 1º maggio a Port Stanley), navale e azioni di commando (una di queste, a Pebble Island, distrusse 11 aerei). I Pucará rimanenti ebbero a quel punto più un ruolo di disturbo alle truppe inglesi che di minaccia vera e propria.
Uno di questi ebbe il dubbio onore di essere il primo aereo abbattuto in guerra da un missile SAM FIM-92 Stinger allorché gli inglesi ne portarono alcuni a terra, ceduti dagli americani, per appoggiare i missili Blowpipe di dotazione standard. Il primo missile lanciato fece centro, ma alcuni altri vennero lanciati senza l'esperienza utile e fallirono. Uno o due aerei vennero abbattuti dalle difese aeree inglesi e dai caccia il primo giorno, un altro paio venne abbattuto durante la battaglia di Goose Green, la più importante della campagna terrestre.
Il Pucará, molto maneggevole, venne impiegato soprattutto contro bersagli a terra, riuscendo ad operare anche con cattive condizioni di tempo, ma venne mandato anche all'attacco di bersagli navali e soprattutto si assicurò l'unica vittoria argentina in combattimento aereo, contro un elicottero Westland Scout. Alcune macchine vennero messe fuori uso, ma non distrutte, e assieme alle superstiti vennero catturate dagli inglesi.
Nel dopoguerra, la forza dei Pucará, circa 60 macchine, venne ripianata riequipaggiando un totale di 4 Gruppi dell'Aeronautica. Essi vennero prodotti in un totale di 3 versioni: A basico biposto, B biposto ma con cannoni da 30 mm, C monoposto (in quanto, sostanzialmente, il secondo pilota era abbastanza inutile, visto che non esistevano complessi apparati elettronici da manovrare). La versione IA-58B Pucará Bravo è riconoscibile per il muso più profondo e allungato. La versione C è ricavata invece dalla A per conversione. Essa, come anche la B, ha miglioramenti in termini di elettronica di bordo (nonostante sia ora monoposto) e di carico di armamenti, a cominciare dai cannoni DEFA 553 da 30 mm.
La versione IA-66, con motori americani Garrett, non ebbe seguito.
Al 1991 i reparti, ridotti a 3, erano inquadrati nella III Brigata Aerea, base aerea di Reconquista, provincia di Santa Fe. Erano presenti circa 50 aerei.
I Pucará, oltre ai lavori di riallestimento per i modelli C (che sostanzialmente non hanno cambiato il fatto che l'aereo sia "monoversione"), hanno ricevuto da molti anni una mimetica a due toni di grigio-azzurro, a bassa visibilità, scelta non univoca per aeroplani che sono destinati al volo a bassa quota, che aveva originariamente consigliato l'adozione di una aggressiva livrea a due toni in marrone e verde chiari, superfici inferiori bianche.
La sperimentazione per l'impiego di due missili AIM-9 Sidewinder su di un esemplare non ha fornito risultati soddisfacenti e l'idea non venne più sviluppata.
Al 2003, gli esemplari esistenti erano 39 su due reparti, il che lascia supporre che le 23 unità prodotte ma non consegnate siano rimaste senza clienti, mentre un altro tentativo di ammodernarle con nuove turbine è stato a sua volta lasciato cadere per problemi finanziari più che tecnici.
Il Pucará è stato un valido progetto, che si è visto l'ingrato compito di contrastare forze regolari nemiche in un conflitto ad alta intensità, per il quale esso non era adatto. Un problema ulteriore è stato che esso non ha avuto sostanziali ammodernamenti, come quelli che hanno prodotto l'OV-1D, dotato di FLIR e armato persino di missili laser Hellfire.
Con la sua lunga autonomia e la potenza di fuoco, il Pucará (che probabilmente ha anche una certa corazza protettiva per l'equipaggio) potrebbe essere una valida scelta per molte contingenze pratiche di attacco e sorveglianza, anche se l'avvento dei missili superficie-aria portatili ha reso troppo pericoloso per tali apparecchi gli attacchi radenti di mitragliamento, una delle sue più spiccate caratteristiche progettuali. La stessa cosa potrebbe essere detta anche per l'A-10 che, impiegato in maniera saggia, ha avuto una carriera bellica di tutto rispetto negli ultimi sanguinosi anni di conflitti locali.

## Utilizzatori

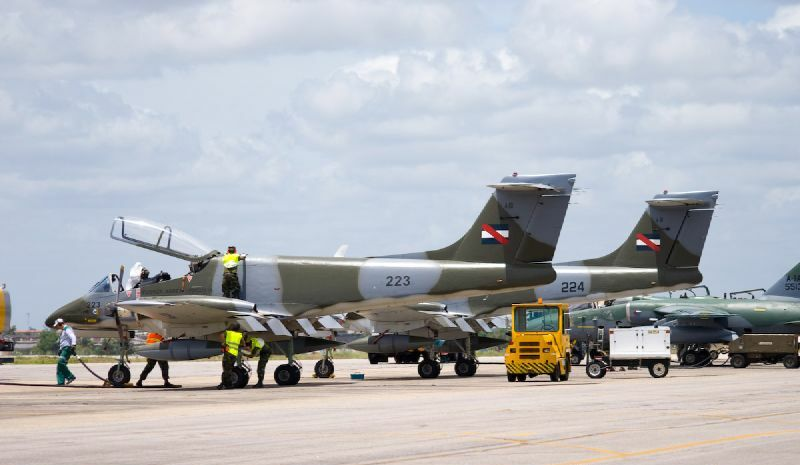
Due Pucará della Fuerza Aérea Uruguaya in sosta all'Aeroporto Internazionale Augusto Severo, in Brasile, durante le operazioni congiunte della Cruzex IV 2008.

Argentina
- Fuerza Aérea Argentina

1 esemplare della nuova versione Pucará Fénix in servizio all'ottobre 2019, versione da ricognizione e sorveglianza dei confini subentrata alla versione da attacco leggero che è stata radiata ad ottobre 2019. Questa è dotata di due nuove turboeliche Pratt & Whitney Canada PT-6A-62 migliorate, nuove eliche a quattro pale, una torretta elettro-ottica della Fixview dotata di sensori agli infrarossi, un datalink ed un radar ad apertura sintetica. Al momento della presentazione risultava convertito un solo aereo, ma l'Aeronautica spera che ne vengano convertiti almeno altri due. Sono 15 in totale gli aerei che dovrebbero essere aggiornati allo standard Fénix.
 I Pucarà da attacco al suolo sono stati radiati ad ottobre 2019. 3 IA-58A sono stati donati nel 1989 alla Fuerza Aérea Colombiana.
 Colombia
- Fuerza Aérea Colombiana

3 IA-58A usati, ex Fuerza Aérea Argentina donati nel 1989 e ceduti nel 2008 alla FAU per essere utilizzati come fonte di parti di ricambio.
 Sri Lanka
- Sri Lanka Air Force (1993-1999, 2 precipitati, 1 distrutto, 1 ritirato)

 Uruguay
- Fuerza Aérea Uruguaya

6 IA-58A ricevuti nel 1981 e ritirati dal servizio nel 2017. Ulteriori 3 aerei ex FAC ricevuti nel 2008, ed utilizzati come fonte di parti di ricambio.